# Александрос Тзиоліс
Александрос Тзиоліс (грец. Αλέξανδρος Τζιόλης, 13 лютого 1985, Катеріні, Греція) — грецький футболіст, півзахисник національної футбольної збірної Греції.

## Спортивна кар'єра

### Клубна
Александрос Тзиоліс почав футбольну кар'єру 1995 року у юнацькому складі місцевого клубу «Аполлон Літохоріу». За сім років 2002 року розпочав професійну кар'єру у складі афінського «Паніоніос». У 2005 році викуплений столичним «Панатінаїкосом», якому його трансфер коштував 650 000 €. 2009 року орендований німецьким «Вердером». 2010 року перейшов в італійську «Сієну».

### Збірна
За національну футбольну збірну Греції до 21 року Александрос Тзиоліс виступав з 2001 по 2005 роки, зігравши 12 матчів. 
Вперше в національну збірну Греції викликаний тренером Отто Рехагелем у 2005 році. Учасник Чемпіонату Європи 2008 року та Чемпіонатів світу 2010 та 2014 років.

## Титули і досягнення
- Володар Кубка Німеччини (1):

«Вердер»: 2008-09
- Чемпіон Кіпру (1):

АПОЕЛ: 2012–13
- Найкращий молодий гравець Греції: 2004